# Bala de prata

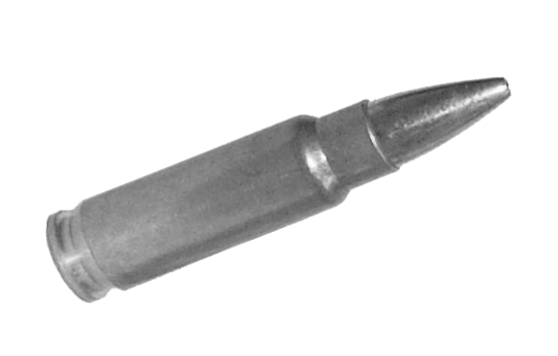
Uma bala de prata

No folclore, uma bala de prata é supostamente o único tipo de munição capaz de matar lobisomens, bruxas e outros monstros. Não só balas, mas flechas de prata também podem ser utilizadas para matar alguns monstros.

## No folclore
Alguns autores afirmam que a ideia da suposta vulnerabilidade do lobisomem à prata remonta à Besta de Gévaudan, um animal antropofágico morto pelo caçador Jean Chastel no ano de 1767. No entanto, as alegações de Chastel supostamente usando uma arma carregada com balas de prata são derivadas de um detalhe distorcido baseado principalmente na Histoire fidèle de la bête en Gévaudan de Henri Pourrat (1946). Neste romance, o escritor francês imagina que a besta foi baleada graças a fictícias medalhas da Virgem Maria, usadas por Jean Chastel em seu chapéu e depois derretidas para fazer balas. Um relato de um jämte sobre ursos em 1936 atribui balas de prata como o método de matar. O folclore sueco tende a atribuir balas de prata como uma arma de captura contra criaturas, como magos e skogsrå, difíceis de matar utilizando munição regular.
No conto de fadas Os Dois Irmãos, dos Irmãos Grimm, uma bruxa à prova de balas é abatida por botões de prata, disparados de uma arma.
Em algumas canções folclóricas épicas sobre o líder rebelde búlgaro Delyo, ele é descrito como invulnerável a armas normais, fazendo seus inimigos dispararem uma bala de prata para matá-lo.

## Uso idiomático
A expressão bala de prata foi adotada como uma metáfora para designar uma solução simples para um problema complexo com grande eficiência. Esta metáfora é tipicamente empregada no mundo da tecnologia, em especial na tecnologia da informação, referenciando-se a um novo produto ou tecnologia com o qual se espera resolver um problema anterior.